# 1933 a filmművészetben

## Események
- január 1. – David O. Selznick amerikai filmproducer visszatér az MGM-hez és Irving Thalberg mellett másodproducer lesz.
- január 23. – Hatalmas vesztesége miatt Los Angelesben gondnokság alá helyezik a RKO Pictures filmtársaságot
- március 2. – Luis B. Mayer, az MGM vezetője felbontja Buster Keaton szerződését
- március 13. – Hollywoodban számos filmstúdiót bezárnak. A fizetéseket 50%-kal csökkentik.
- április 27. – Darryl F. Zanuck és Joseph Schenck producerek Hollywoodban megalapítják a 20th Century Pictures filmvállalatot.
- április – A Screen Writer's Guild és a Screen Actor's Guild megalakulásával Hollywoodban létrejönnek az első szakmai szövetségek az írók és a színészek érdekei védelmében
- június 6. – Az első autós mozi megnyitása New Jerseyben. Az autósok fűtőtestet és hangszórót kapnak a kocsikhoz.
- július 22. – a német birodalmi propagandaminiszter utasítása minden német filmeshez, hogy köteles árja származását igazolni.
- VIII. Henrik magánélete – az első angol film, ami Oscar-díjat nyer.
- szeptember 1. – Brit Filmintézet alapítása Londonban (British Film Institute (BFI).
- október 5. – Olaszországban törvény írja elő a mozik részére a vetítendő olasz filmek arányát.
- Gertler Viktor és Székely István hazaköltözik Berlinből. A magyar rendezőnek még nincs módja művészi szabadságának kifejezésre juttatásához.

## Sikerfilmek
1. I’m No Angel – rendező Wesley Ruggles
2. 42nd Street – rendező Lloyd Bacon
3. She Done Him Wrong – rendező Lowell Sherman
4. Peg o' My Heart – rendező Frank R. Adams
5. Going Hollywood – rendező Raoul Walsh

## Magyar filmek
- A bor – rendező György István
- Az ellopott szerda – rendező Gertler Viktor
- Kísértetek vonata – rendező Lázár Lajos
- Mindent a nőért! – rendező Gaál Béla
- Pardon, tévedtem – rendező Székely István
- Rákóczi induló – rendező Székely István
- Vica, a vadevezős – rendező Gaál Béla

## Díjak, fesztiválok
Az Oscar-díjat nem adják ki. A Velencei filmfesztiválon nem adnak ki díjakat.

## Filmbemutatók
- 42nd Street – főszereplő Dick Powell, Ruby Keeler, Ginger Rogers – rendező Lloyd Bacon
- Alice Csodaországban, főszereplő Charlotte Henry
- Baby Face, főszereplő Barbara Stanwyck
- The Bitter Tea of General Yen, főszereplő Barbara Stanwyck
- Blood Money, főszereplő George Bancroft
- Bombshell, főszereplő Jean Harlow
- The Bowery, főszereplő Wallace Beery and George Raft
- Kavalkád, főszereplő Diana Wynyard, Clive Brook, Una O'Connor és Herbert Mundin
- Counsellor at Law, főszereplő John Barrymore
- Dancing Lady, főszereplő Joan Crawford és Clark Gable
- Design for Living, főszereplő Fredric March és Gary Cooper
- The Devil’s Brother, főszereplő Stan Laurel és Oliver Hardy
- Dinner at Eight
- Duck Soup, főszereplő Marx Brothers
- Employees’ Entrance, főszereplő Warren William és Loretta Young
- Flying Down to Rio, főszereplő Dolores del Rio és Gene Raymond
- Footligh Parade, főszereplő James Cagney, Joan Blondell és Ruby Keeler
- Going Hollywood, főszereplő Marion Davies és Bing Crosby
- Gold Diggers of 1933, főszereplő Joan Blondell, Ruby Keeler, Dick Powell, Ginger Rogers és Warren William
- Hallelujah, I'm a Bum, főszereplő Al Jolson
- Hold Your Man, főszereplő Clark Gable és Jean Harlow
- I’m No Angel, főszereplő Mae West és Cary Grant
- In the Wake of the Bounty, főszereplő Errol Flynn
- Każdemu wolno kochać, by Mieczysław Krawicz
- King Kong, főszereplő Fay Wray és Robert Armstrong
- Krisztina királynő, főszereplő Greta Garbo
- Ladies They Talk About, főszereplő Barbara Stanwyck
- Lady for a Day, főszereplő Warren William és May Robson
- Lady Killer, főszereplő James Cagney
- Liebelei
- Little Women, főszereplő Katharine Hepburn
- Az én házam az én váram (Man's Castle), főszereplő Spencer Tracy és Loretta Young
- The Mayor of Hell, főszereplő James Cagney
- Morning Glory, főszereplő Katharine Hepburn
- Mystery of the Wax Museum, főszereplő Lionel Atwill és Fay Wray
- One Sunday Afternoon, főszereplő Gary Cooper
- Parachute Jumper, főszereplő Douglas Fairbanks, Bette Davis, és Frank McHugh
- Peg o’ My Heart, főszereplő Marion Davies
- Penthouse, főszereplő Warner Baxter és Myrna Loy
- Picture Snatcher, főszereplő James Cagney
- The Power and the Glory, főszereplő Spencer Tracy
- The Prizefighter and the Lady, főszereplő Max Baer, Myrna Loy, Primo Carnera és Jack Dempsey
- Professional Sweetheart, főszereplő Ginger Rogers
- Secret of the Blue Room, főszereplő Paul Lukas, Gloria Stuart és Lionel Atwill
- Secrets, főszereplő Mary Pickford utolsó filmje
- She Done Him Wrong, főszereplő Cary Grant és Mae West
- The Son of Kong, főszereplő Robert Armstrong és Helen Mack
- Sons of the Desert, főszereplő Stan Laurel és Oliver Hardy
- State Fair, főszereplő Janet Gaynor, Will Rogers and Lew Ayres
- The Story of Temple Drake, főszereplő Miriam Hopkins and Jack La Rue
- A Study in Scarlet, főszereplő Reginald Owen
- Supernatural, főszereplő Carole Lombard, Alan Dinehart, Vivienne Osborne és Randolph Scott
- Dr. Mabuse végrendelete (Das Testament des Dr. Mabuse), rendező Fritz Lang
- Tillie and Gus, főszereplő Alison Skipworth és W.C. Fields
- Tonight Is Ours, főszereplő Fredric March és Claudette Colbert
- Topaze (film), főszereplő John Barrymore és Myrna Loy
- Torch Singer, starring Claudette Colbert
- Tugboat Annie, főszereplő Marie Dressler és Wallace Beery
- Turn Back the Clock, főszereplő Lee Tracy és Mae Clarke
- The Vampire Bat, főszereplő Lionel Atwill és Fay Wray
- When Ladies Meet, főszereplő Ann Harding, Robert Montgomery és Myrna Loy
- Wild Boys of the Road, főszereplő Frankie Darro és Edwin Phillips
- The Working Man, főszereplő George Arliss és Bette Davis
- Magatartásból elégtelen, rendező Jean Vigo
- VIII. Henrik magánélete (The Private Life of Henry VIII), rendező Korda Sándor, főszereplő Charles Laughton

## Rövid film sorozatok
- Buster Keaton (1917–1941)
- Our Gang (1922–1944)
- Laurel and Hardy (1926–1940)

## Rajzfilm sorozatok
- Aesop's Film Fables (1921– 1933)
- Krazy Kat (1925–1940)
- Oswald the Lucky Rabbit (1927–1938)
- Mickey egér (1928–1953)
- Silly Symphonies (1929–1939)
- Screen Songs (1929–1938)
- Looney Tunes (1930–1969)
- Flip the Frog (1930–1933)
- Terrytoons (1930–1964)
- Merrie Melodies (1931–1969)
- Scrappy (1931–1941)
- Tom and Jerry (Van Beuren) (1931–1933)
- Betty Boop (1932–1939)
- Popeye, a tengerész (1933–1957)
- Pooch the Pup (1932–1933)
- Willie Whopper (1933–1934)
- ComiColor Cartoons (1933–1936)
- Cubby Bear (1933–1934)
- The Little King (1933–1934)

## Születések
- január 12. – Liliana Cavani rendező
- január 18. – John Boorman rendező
- február 12. – Costa-Gavras görög filmrendező, producer, forgatókönyvíró
- február 18. – Mary Ure színésznő
- március 14. – Michael Caine színész
- március 26. – Tinto Brass rendező
- március 30. – Jean-Claude Brialy francia színész, rendező († 2007)
- április 9. – Jean-Paul Belmondo színész († 2021)
- április 19. – Jayne Mansfield színésznő († 1967)
- május 14. – Kovács László operatőr († 2007)
- május 22. – May Britt svéd színésznő
- május 20. – Danny Aiello amerikai színész
- június 16. – Bíró Zsuzsa dramaturg
- július 3. – Kárpáti György rendező
- július 9. – Elem Klimov orosz filmrendező († 2003)
- augusztus 18. – Roman Polański lengyel és amerikai színész, film- és színházi rendező, forgatókönyvíró
- október 9. – Judy Tyler színésznő
- november 28. – Sára Sándor operatőr, rendező

## Halálozások
- január 3. – Jack Pickford színész, Hollywood első „rossz fiúja”
- január 25. – Lewis J. Selznick producer
- február 15. – Pat Sullivan rendező/animációs producer
- február 23. – David Horsley úttörő film executive producer
- október 5. – Renée Adorée színésznő